# The House of Love
The House of Love è un gruppo musicale indie pop/rock inglese, formato nel 1986 nei dintorni di Londra dal Guy Chadwick, rimasto colpito da un concerto dei Jesus and Mary Chain e dal chitarrista Terry Bickers. Chadwick prese il nome del gruppo dal romanzo di Anaïs Nin Una spia nella casa dell'amore (in inglese A Spy In the House Of Love).
Tra i principali esponenti dell'indie rock inglese della fine anni ottanta è famoso per avere pubblicato singoli di successo come Shine On, Christine e Destroy the Heart.

## Storia del gruppo
Nel 1987 il gruppo firma per la Creation Records con la quale pubblica il primo singolo Shine On. Il secondo singolo Christine del 1988 raggiunge la vetta della indie chart inglese. 
Nel 1989 a seguito dissidi con Guy Chadwick, Terry Bickers abbandona il progetto.
Nel 1990 viene ripubblicato il singolo Shine On in una nuova versione, entra in classifica nella Top 40 inglese fino a raggiungere il 20º posto. 
Il gruppo prosegue fino al 1993 prima di sciogliersi, nel 2003 i due componenti fondatori di riappacificano e nel 2005 partono per un tour promozionale per il nuovo album Days Run Away.
Nel 2013 ritornano con un nuovo album, She Paints Words in Red, questa volta per la Cherry Red Records.

## Discografia

### Album in studio
- 1988 - The House of Love - (Creation)
- 1990 - The House of Love - (Fontana)
- 1990 - A Spy in the House of Love - (Fontana)
- 1992 - Babe Rainbow - (Fontana)
- 1993 - Audience With the Mind - (Fontana/Mercury)
- 2005 - Days Run Away - (Art & Industry)
- 2013 - She Paints Words in Red - (Cherry Red)
- 2022 - A State Of Grace - (Cherry Red)

### Album dal vivo
- 2000 - The John Peel Sessions 88-89 - (Strange Fruit)
- 2009 - Live at the BBC - (Mercury)

### Raccolte
- 1987 - The House of Love (singles collection) - (Creation Records/Rough Trade)
- 1998 - Best of The House of Love - (Fontana/Mercury/Chronicles)
- 2001 - 1986-88 The Creation Recordings - (PLR)
- 2004 - The Fontana Years - (Spectrum)